# Edward Soroka

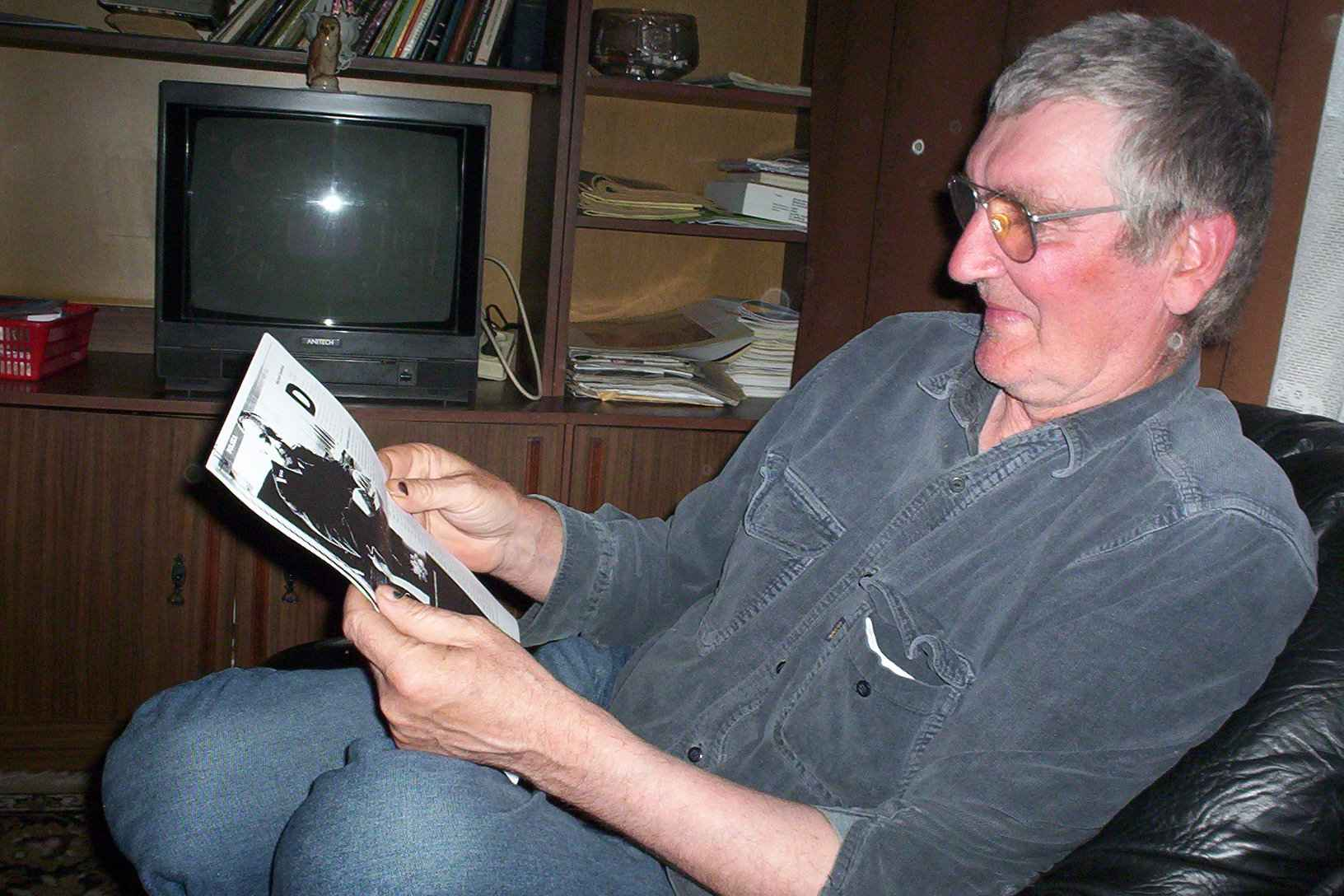
Edward Lu Soroka

Edward Soroka (Lu) (ur. w 1948 w Trzeszczanach k. Hrubieszowa) – polski happener, publicysta i teoretyk sztuki. Z wykształcenia technik budowlany i saper.

## Życiorys
W latach 70. XX w. zamieszkał w Lublinie, budując najpierw Odlewnię Żeliwa ZM „Ursus”, potem Lubelskie Zagłębie Węglowe. W tym czasie zaprzyjaźnił się twórcami Ogrodu/Ogrodu-2 – Piotrem Strelnikiem-Wendy i Lechem L. Przychodzkim, od czasu do czasu proponując własne pomysły happeningów.
Z początkiem lat 80. gdy byli „ogrodnicy” znaleźli miejsce do realizacji kolejnych projektów w Centrum Sztuki Galeria EL, Soroka, jako teoretyk sztuki współczesnej, również zagościł w Elblągu. Przewodził m.in. ekipie lubelskiej podczas Interdyscyplinarnych Spotkań Twórczych (wrzesień 1986), prawdopodobnie jest też twórcą wykreowanego przez Galerię EL terminu „PNL” (Polska Nowa Lewica), obejmującego antykomunistyczny studencki ruch kulturalny z lat 1966–1976 (kabarety, teatry studenckie, grupy literackie i plastyczne). Jesienią 1986 r. w Bogdance, w podległym sobie hotelu robotniczym, stworzył jednorazowe (tylko jedna duża impreza) Centrum Sztuki „Tymczasowa Skrzynia Biegów”, gdzie kontynuowano projekty i dyskusje z wrześniowych spotkań elbląskich.
W roku 1988 Edward Soroka został jednym z liderów grupy „Double Travel”, gdzie występował głównie jako happener w latach 1988–1990 i 1999–2004. W tym samym, 1988 roku, powołał do życia pojęcie „III obiegu” (obieg I – oficjalny, obieg II – podziemne biuletyny „Solidarności” i innych grup antysystemowych) mieszczące w sobie ziny artowe, ekologiczne i niezwiązane z ugrupowaniami politycznymi, rozpropagowany potem przez prasoznawcę z Uniwersytetu Jagiellońskiego, dr Wojciecha Kajtocha. Należał też do RSA.
W latach 1989–1992 jako działacz Polskiej Partii Zielonych (region Ziemia Lubelska) Soroka brał udział w kilku spektakularnych i zakończonych sukcesem akcjach przeciw bezprawiu powstającego lokalnego biznesu (np. likwidacja nielegalnej przepompowni paliw na stacji w Lubartowie).
W grudniu 1989 uczestniczył w pracach nad pierwszym numerem „Ulicy Wszystkich Świętych”, z którą po reaktywowaniu w lutym 2000 r. współpracuje do dziś jako publicysta polityczny. Lata 2001–2004 to teksty na potrzeby portalu RegioPolis, edytowanego z Niemiec przez dr Bruno Nieszporka. Po upadku RegioPolis jako portalu (agencją prasową pozostało) pisuje niekiedy do mieleckiego „Innego Świata”.